# Prestiż (socjolingwistyka)
Prestiż – poważanie i wartość społeczna przypisywane językom, dialektom lub cechom językowym w obrębie danej społeczności językowej.
Prestiżem językowym cieszy się zwykle język wpływowych grup społecznych, a nośnikiem prestiżu społecznego stają się często odmiany i języki prestiżowe. Odmianę prestiżową języka (prestige variety) tworzy odmiana związana z ośrodkiem władzy w danym społeczeństwie; odmiana taka przechodzi proces standaryzacji, zostaje utrwalona w druku i piśmiennictwie. Często jest tożsama z językiem standardowym, przy czym w niektórych zakątkach świata ceni się nie tylko standard, lecz także inne odmiany języka (np. odmiany lokalne w krajach arabskich). Odmiana prestiżowa bywa postrzegana jako bardziej „poprawna”, a zarazem lepsza od pozostałych odmian języka.
Można wyróżnić tzw. prestiż jawny (overt prestige), wynikający z akceptacji danego standardu w społeczeństwie (i związany z pojęciami poprawności językowej), a także prestiż ukryty (covert prestige), dotyczący użycia niestandardowych odmian języka w mniejszych grupach społecznych. Prestiż ukryty występuje w obrębie poszczególnych środowisk, które przypisują pewną wartość swoim formom posługiwania się językiem.
Koncepcje poprawności językowej zasadniczo faworyzują formy językowe związane z wyższymi warstwami społecznymi (tj. formy wyróżniane na podstawie kryteriów społecznych, a nie językoznawczych); utożsamia się to pojęcie z formami języka standardowego. Choć różne odmiany językowe mogą być uważane w społeczeństwie za „lepsze” lub „gorsze”, to w językoznawstwie przyjął się pogląd o równoważności wszystkich języków i dialektów, jako kodów wyposażonych w zasady językowe i potencjał ekspresyjny.
Różnice w prestiżu dotyczą także odrębnych od siebie języków, m.in. w sytuacji dyglosji (przykładowo w Haiti język francuski ma większy prestiż niż kreolski haitański). Prestiż języka uzależniony jest od takich czynników, jak: bogactwo dziedzictwa literackiego, stopień modernizacji językowej, pozycja międzynarodowa i prestiż jego użytkowników. Pojęcie prestiżu bywa również odnoszone do pojedynczych cech lub innowacji językowych.